# Jay Thomson
Jay Robert Thomson, nascido a 12 de abril de 1986 em Krugersdorp, foi um ciclista profissional sul-africano, membro da equipa NTT Pro Cycling.

## Palmarés
2007

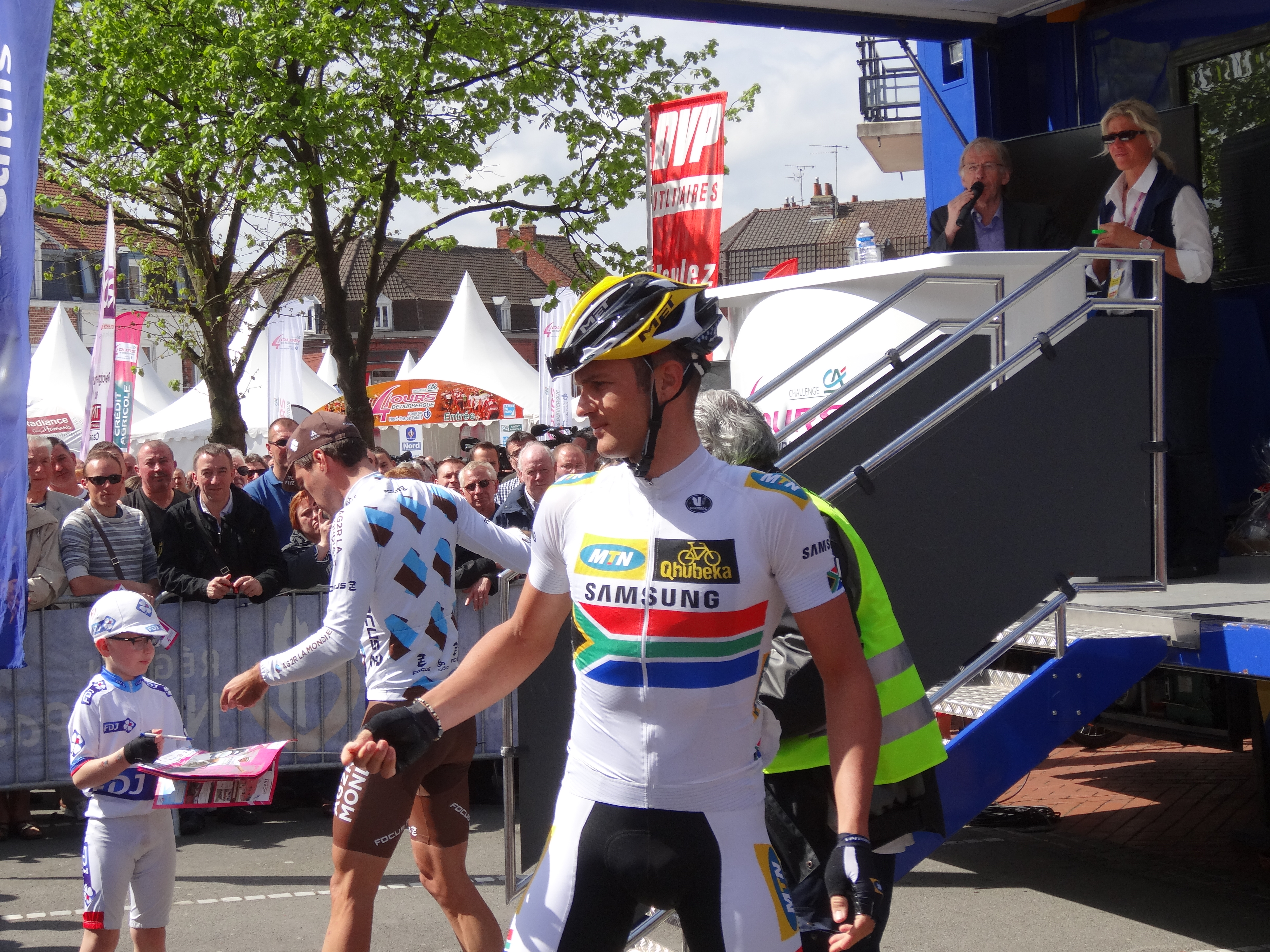
Jay Thompson no 2013, com o maillot que o identifica como Campeão da África do Sul em Estrada

- 2º no Campeonato Africano Contrarrelógio
- 3º no Campeonato Africano em Estrada

2008
- Campeonato Africano Contrarrelógio
- Tour do Egipto, mais 2 etapas
- 2º no UCI Africa Tour

2009
- Campeonato Africano Contrarrelógio
- 2º no Campeonato Africano em Estrada

2010
- 1 etapa do Tour de Wellington
- 1 etapa do Tour de Langkawi
- 1 etapa do International Cycling Classic

2011
- 2º no Campeonato da África do Sul Contrarrelógio
- 2º nos Jogos Panafricanos em Estrada

2012
- 1 etapa da Volta a Portugal
- 2º no Campeonato da África do Sul Contrarrelógio
- 3º no Campeonato Africano de Contrarrelógio
- 2º no Campeonato Africano em Estrada

2013
- 2º no Campeonato da África do Sul Contrarrelógio
- Campeonato da África do Sul em Estrada
- 1 etapa do Tour de Ruanda

2014
- 2º no Campeonato da África do Sul Contrarrelógio
- 3º no Campeonato da África do Sul em Estrada

2015
- 2º no Campeonato Africano em Estrada

## Resultados nas Grandes Voltas e Campeonatos do Mundo
| Carreira                  | 2007 | 2008 | 2009 | 2010 | 2011 | 2012 | 2013 | 2014 | 2015 | 2016 | 2017 | 2018 | 2019 |
| ------------------------- | ---- | ---- | ---- | ---- | ---- | ---- | ---- | ---- | ---- | ---- | ---- | ---- | ---- |
| Giro d'Italia             | -    | -    | -    | -    | -    | -    | -    | -    | -    | 149º | -    | -    | -    |
| Tour de France            | -    | -    | -    | -    | -    | -    | -    | -    | -    | -    | -    | 143º | -    |
| Volta a Espanha           | -    | -    | -    | -    | -    | -    | -    | 155º | 123º | -    | -    | -    | -    |
| Mundial em Estrada        | -    | -    | -    | -    | -    | Ab.  | -    | -    | -    | -    | -    | -    | -    |
| Mundial de Contrarrelógio | -    | -    | 27º  | 38º  | -    | 39º  | 55º  | -    | -    | -    | -    | -    | -    |

-: não participa

Ab.: abandono